# ルエーリオ
ルエーリオ（伊: Rueglio）は、イタリア共和国ピエモンテ州トリノ県にある、人口約800人の基礎自治体（コムーネ）。

## 地理

### 位置・広がり

#### 隣接コムーネ
隣接するコムーネは以下の通り。
- カステッラモンテ
- カステルヌオーヴォ・ニグラ
- イッシーリオ
- ヴァルキウーザ
- ヴァル・ディ・キ
- ヴィストローリオ